# La Chapelle-du-Bois
La Chapelle-du-Bois é uma comuna francesa na região administrativa do País do Loire, no departamento de Sarthe. Estende-se por uma área de 16.53 km². Em 2010 a comuna tinha 887 habitantes (densidade: 53,7 hab./km²).